# Canton de Vernon
Pour les articles homonymes, voir Canton de Vernon (homonymie).
Le canton de Vernon est une circonscription électorale française du département de l'Eure en région Normandie recréée par le décret du 25 février 2014 et entrée en vigueur lors des élections départementales de 2015.

## Histoire
- De 1833 à 1848, les cantons de Pacy-sur-Eure et de Vernon avaient le même conseiller général. Le nombre de conseillers généraux était limité à 30 par département[2].

Le canton a disparu en 1982 à la suite de la création des cantons de Vernon-Nord et de Vernon-Sud.
Un nouveau découpage territorial de l'Eure (département) entre en vigueur à l'occasion des élections départementales de mars 2015, défini par le décret du 25 février 2014, en application des lois du 17 mai 2013 (loi organique 2013-402 et loi 2013-403). Les conseillers départementaux sont, à compter de ces élections, élus au scrutin majoritaire binominal mixte. Les électeurs de chaque canton élisent au Conseil départemental, nouvelle appellation du Conseil général, deux membres de sexe différent, qui se présentent en binôme de candidats. Les conseillers départementaux sont élus pour 6 ans au scrutin binominal majoritaire à deux tours, l'accès au second tour nécessitant 12,5 % des inscrits au 1er tour. En outre la totalité des conseillers départementaux est renouvelée. Ce nouveau mode de scrutin nécessite un redécoupage des cantons dont le nombre est divisé par deux avec arrondi à l'unité impaire supérieure si ce nombre n'est pas entier impair, assorti de conditions de seuils minimaux. Dans l'Eure, le nombre de cantons passe ainsi de 43 à 23.
Le nouveau canton de Vernon est formé de communes des anciens cantons d'Écos (3 communes) et de Val-de-Reuil (1 commune). Avec ce redécoupage administratif, le territoire du canton s'affranchit des limites d'arrondissements, avec 3 communes incluses dans l'arrondissement des Andelys et 1 dans l'arrondissement d'Évreux. Le bureau centralisateur est situé à Vernon.

## Représentation

### Conseillers d'arrondissement (de 1833 à 1940)
| Période                                  | Période          | Identité                           | Étiquette                       | Qualité |
| ---------------------------------------- | ---------------- | ---------------------------------- | ------------------------------- | --- |
| 1833                                     | 1848             | Charles Auguste Pelrin (1777-1867) |                                 | Propriétaire à Vernon                                                                                       |
|                                          |                  |                                    |                                 | |
| 1855                                     | 1871             | Narcisse Roycourt                  | Candidat proposé par l'autorité | Ancien négociant à Vernon                                                                                   |
| 1871                                     | 1880             | M. Duval                           |                                 | |
| 1880                                     | 1890             | Adolphe Barette (1836-1898)        | Républicain                     | Maitre de pension, maire de Vernon                                                                          |
| 1890                                     | 1898 (démission) | M. Lasne                           | Républicain                     | Propriétaire à Vernon                                                                                       |
| 1899                                     | 1901             | Jules Soret (1845-1916)            | Républicain                     | Maire de Vernon                                                                                             |
| 1901                                     | 1934             | Clovis-Guillaume Alexandre         | Républicain puis Rad.           | Propriétaire à Vernon                                                                                       |
| 1934                                     | 1940             | Marius Olivier                     | Rad.                            | Conseiller municipal de Vernon                                                                              |
| 1940                                     |                  |                                    |                                 | Les conseils d'arrondissement ont été suspendus par la loi du 12 octobre 1940 et n'ont jamais été réactivés |
| Les données manquantes sont à compléter. |                  |                                    |                                 | |

### Conseillers généraux de 1833 à  1982
| Période | Période          | Identité                                                 | Étiquette                | Qualité                                                                                 |
| ------- | ---------------- | -------------------------------------------------------- | ------------------------ | --------------------------------------------------------------------------------------- |
| 1833    | 1848             | Antoine Trutat                                           | Centre gauche            | Notaire, propriétaire à Vaux-sur-Eure Député (1837-1842)                                |
| 1848    | 1877 (décès)     | Napoléon Suchet duc d'Albuféra (fils du Maréchal Suchet) | Droite Bonapartiste      | Pair de France (1838-1848) Député (1849-1851, 1852-1870) Maire de Vernon (1854-1870)    |
| 1877    | 1890 (décès)     | Joseph Ambroise Bully                                    | Républicain              | Maire d'Houlbec-Cocherel Ancien magistrat Député (1882-1885 et 1889-1890)               |
| 1890    | 1898 (décès)     | Adolphe Barette                                          | Républicain              | Maitre de pension Maire de Vernon (1878-1884 et 1892-1898), conseiller d'arrondissement |
| 1898    | 1901 (démission) | M. Lasne                                                 | Rad.                     | Propriétaire à Vernon Conseiller d'arrondissement                                       |
| 1901    | 1913             | Jules Soret                                              | Républicain Progressiste | Maire de Vernon (1898-1906 et 1908-1912), conseiller d'arrondissement                   |
| 1913    | 1919             | Émile Steiner                                            | Républicain              | Industriel Maire de Vernon (1913-1919)                                                  |
| 1919    | 1937             | Louis Laniel (1861-1943)                                 | RG-URD                   | Avocat à la Cour d'Appel Maire de Vernon (1919-1940)                                    |
| 1937    | 1940             | Georges Henry                                            | PSF                      | Conseiller municipal de Vernon Nommé conseiller départemental en 1943                   |
|         |                  |                                                          |                          |                                                                                         |
| 1945    | 1982             | Georges Azémia                                           | SFIO puis DVG            | Journaliste Maire de Vernon (1946-1977 et 1980-1983)                                    |

### Conseillers généraux entre 1982 et 2015
Voir canton de Vernon-Nord et canton de Vernon-Sud.

### Conseillers départementaux depuis 2015
| Période élective | Période élective | Mandat | Mandat   | Identité            | Nuance | Nuance | Qualité |
| ---------------- | ---------------- | ------ | -------- | ------------------- | ------ | ------ | --- |
| 2015             | 2021             | 2015   | 2021     | Catherine Delalande |        | UMP    | Vétérinaire dans l'industrie pharmaceutique Conseillère municipale de Vernon (depuis 2020) |
| 2015             | 2021             | 2015   | 2021     | Sébastien Lecornu   |        | UMP    | Chef d'entreprise Président du Conseil départemental (2015-2017) Maire puis Premier Adjoint au Maire de Vernon (depuis 2014) Secrétaire d'État auprès du ministre de la Transition écologique et solidaire |
| 2021             | 2028             | 2021   | en cours | Catherine Delalande |        | DVD    | Conseillère municipale de Vernon |
| 2021             | 2028             | 2021   | en cours | Sébastien Lecornu   |        | LREM   | Conseiller en communication Ministre des Outre-mer (2020-2022) puis Ministre des Armées (depuis 2022) Président du Conseil départemental (jusqu'en 2022)                                                   |

### Résultats détaillés

#### Élections de mars 2015
À l'issue du 1er tour des élections départementales de 2015, deux binômes sont en ballottage : Catherine Delalande et Sébastien Lecornu (Union de la Droite, 43,1 %) et Christelle Indersie et André Souillier (FN, 25,49 %). Le taux de participation est de 43,71 % (8 283 votants sur 18 949 inscrits) contre 50,53 % au niveau départemental et 50,17 % au niveau national.
Au second tour, Catherine Delalande et Sébastien Lecornu (Union de la Droite) sont élus avec 70,74 % des suffrages exprimés et un taux de participation de 42,73 % (5 180 voix pour 8 096 votants et 18 949 inscrits).
Sébastien Lecornu, élu LR en 2015, a adhéré à LREM.

#### Élections de juin 2021
Le premier tour des élections départementales de 2021 est marqué par un très faible taux de participation (33,26 % au niveau national). Dans le canton de Vernon, ce taux de participation est de 31,34 % (5 755 votants sur 18 363 inscrits) contre 33,02 % au niveau départemental. À l'issue de ce premier tour, deux binômes sont en ballottage : Catherine Delalande et Sébastien Lecornu (Divers, 58,74 %) et Pierre Duval et Manuela Gimenez (RN, 17,64 %).
Le second tour des élections est marqué une nouvelle fois par une abstention massive équivalente au premier tour. Les taux de participation sont de 34,3 % au niveau national, 32,76 % dans le département et 31,4 % dans le canton de Vernon. Catherine Delalande et Sébastien Lecornu (Divers) sont élus avec 81,11 % des suffrages exprimés (4 239 voix pour 5 766 votants et 18 364 inscrits),,.

## Composition
Le nouveau canton de Vernon comprend quatre communes entières.
| Nom                            | Code Insee | Intercommunalité                 | Superficie (km2) | Population (dernière pop. légale) | Densité (hab./km2) | Modifier                                    |
| ------------------------------ | ---------- | -------------------------------- | ---------------- | --------------------------------- | ------------------ | ------------------------------------------- |
| Vernon (bureau centralisateur) | 27681      | CA Seine Normandie Agglomération | 34,92            | 24 841 (2022)                     | 711                | modifier les données · modifier les données |
| Gasny                          | 27279      | CA Seine Normandie Agglomération | 12,89            | 3 080 (2022)                      | 239                | modifier les données · modifier les données |
| Giverny                        | 27285      | CA Seine Normandie Agglomération | 6,46             | 448 (2022)                        | 69                 | modifier les données · modifier les données |
| Sainte-Geneviève-lès-Gasny     | 27540      | CA Seine Normandie Agglomération | 4,17             | 648 (2022)                        | 155                | modifier les données · modifier les données |
| Canton de Vernon               | 2723       |                                  | 58,44            | 29 017 (2022)                     | 497                | modifier les données                        |

## Démographie
En 2022, le canton comptait 29 017 habitants, en évolution de +3,79 % par rapport à 2016 (Eure : −0,25 %, France hors Mayotte : +2,11 %).
| 2013   | 2018   | 2022   |
| ------ | ------ | ------ |
| 28 336 | 28 007 | 29 017 |